# Pasi Hyökki
Pasi Matti Hyökki, född 29 augusti 1970 i Helsingfors, är en finländsk dirigent och sopranist. 
Hyökki grundade den Esbo-baserade EMO Ensemble och är dess konstnärliga ledare. Han är konstnärlig ledare för Tapiolakören sedan 2008 och sedan 2010 även för manskören Ylioppilaskunnan Laulajat (YL). I den senare befattningen efterträdde han sin far Matti Hyökki.
Som sopranist har Hyökki studerat för Claudine Ansermet, Christina Miatello och Gloria Banditelli i Urbino, Italien. Han debuterade som sopransolist i Händels Messias 2004.

## Diskografi
- Stabat Mater, EMI[4]